# Elvira Leonardi Bouyeure
Elvira Leonardi Bouyeure (Milán, 1 de junio de 1906 - 24 de febrero de 1999),  conocida profesionalmente como Biki, fue una diseñadora de moda, de alta costura y socialité italiana, del período de posguerra, radicada en Milán. Sus clientes estaban principalmente vinculados al Teatro de La Scala,y es conocida como la creadora del estilo de Maria Callas.

## Biografía
Bouyeure nació en Milán el 1 de junio de 1906.Creció en un entorno refinado y culto, con una fuerte influencia del mundo de la música, el teatro y la moda. Su apodo, "Biki", proviene de "Bicchi", diminutivo de birichina (niña traviesa, en italiano),  sobrenombre que le dio su abuelo, Giacomo Puccini.
Estudió en la escuela lingüística A. Manzoni donde también aprendió música y canto.

### Inicios en la moda
En su juventud, Biki se relacionó con la alta sociedad y con figuras influyentes del mundo del arte, la cultura y la moda como Isadora Duncan, Lucien Lelong y Horst P. Horst. Bouyeure viajó muchas veces a París y decidió aprender moda. En 1933, intentó introducir en Italia una línea de moda deportiva y de playa con la diseñadora Vera Borea, pero el proyecto no se concretó. Sin embargo, junto con Gina Cicogna, abrió el atelier "Domina" especializado en lencería de estilo francés. El nombre fue sugerido por Gabriele D'Annunzio, quien era amigo de la familia Puccini.

### Carrera en solitario
En 1936 abrió su propio atelier en Milán, especializándose en alta costura y trajes de gala, principalmente frecuentado por cantantes de ópera del Teatro de La Scala.El primer desfile fue el 5 de mayo de 1936.
Ese mismo año contrajo matrimonio con el anticuario y coleccionista de arte Robert Bouyeure, con quien tuvo una hija, Roberta, nacida en 1937.
Durante la posguerra, Biki se asoció con el Centro Italiano de la Moda de Marinotti, vinculado a Snia Viscosa, aprovechando la organización de los desfiles coordinados por este empresario, quien promovía el uso de nuevas fibras sintéticas y artificiales en las casas de moda
Característicos de su estilo son las combinaciones de colores, la riqueza y una referencia general al estilo del siglo XVI. 
Los diseñadores de Biki vistieron a personalidades como Sophia Loren y Brigitte Bardot, pero fue la cantante de ópera Maria Callas quien realmente hizo famosa a Biki.

### Relación con Maria Callas
Biki conoció a Maria Callas en 1951, en una cena en la casa de Wally Toscanini. Inicialmente, le sorprendió la falta de refinamiento en la vestimenta de la cantante. Desde entonces, Biki fue la principal responsable de su transformación estilística, ayudando a definir un estilo sofisticado y elegante basado en líneas puras, colores sobrios y tejidos de alta calidad. Su colaboración a largo plazo con Callas comenzó en 1954.
Diseñó para Callas trajes icónicos, como una capa negra de lana para la inauguración de la temporada del Teatro alla Scala en 1970, un abrigo con estampado paisley,  y también un vestido de gala largo hasta el suelo con cuello de satén de seda que usó en 1973 para el concierto de despedida en el Royal Festival Hall de Londres.

### Años de auge y expansión

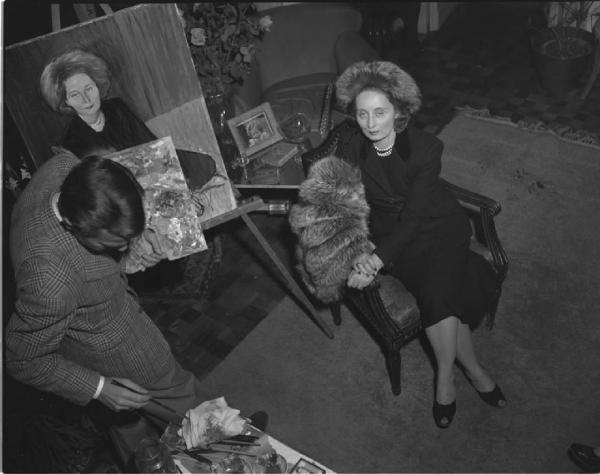
Biki en los años cuerenta, retratada por Federico Patellani.

Durante las décadas de 1950 y 1960, Biki se consolidó como una de las diseñadoras más influyentes de Italia, junto con Germana Marucelli y Jole Veneziani, contribuyendo al reconocimiento internacional del Made in Italy. En 1960, se asoció con el Grupo Financiero Textil para lanzar la línea Cori-Biki.
Tras el fallecimiento de su madre, quien se había casado con Mario Crespi, uno de los propietarios del Corriere della Sera, heredó parte del imperio editorial, aunque continuó con su trabajo en la moda.
En 1967 Bouyeure trabajó con el fotógrafo de moda italiano Johnny Moncada y en 1968 para la revista Linea Italiana.

### Últimos años y legado
En la década de 1970, adaptó su estilo a una moda más sobria y comenzó a trabajar como periodista y consultora de empresas textiles. En los años 90, su hija Roberta colaboraba con ella en el taller. Con la muerte de Biki el 24 de febrero de 1999, la casa de moda cerró sus puertas.
Biki está enterrada en el Cementerio Monumental de Milán. En 2015, su nombre fue inscrito en el Famedio del cementerio en reconocimiento a su legado.
En Milán, se le ha dedicado el Passaggio Biki, un paso peatonal entre las calles Tortona y Ventimiglia, cerca de la estación de Porta Genova.

## Archivo
La documentación de la vida y obra de Biki, propiedad de la familia Reynaud, está depositada temporalmente en las Colecciones Históricas Cívicas del Ayuntamiento de Milán, bajo el fondo archivístico Leonardi Bouyeure Elvira.